# Polacanthus
 Polacanthus  ist eine Gattung der Vogelbeckensaurier (Ornithischia) aus der Gruppe der Ankylosauria. Er lebte vor ca. 131 bis 113 Millionen Jahren in der Unterkreide in Europa.

## Merkmale
Polacanthus erreichte eine Länge von rund 4 Metern, bislang sind aber nur die hinteren Teile des postkranialen Skeletts bekannt, zudem wird ihm der Teil eines Unterkiefers zugeschrieben.
Er war wie alle Ankylosaurier durch Knochenplatten (Osteodermen) auf seinem Körper geschützt. Auffälligstes Merkmal war dabei eine zusammengewachsene, schildähnliche Struktur über dem Becken, daneben waren aber auch kleinere, runde Knochenplatten sowie knöcherne Stacheln vorhanden. Die genaue Anordnung dieser Strukturen ist nicht bekannt, vermutlich waren die Stacheln an den Flanken des Tieres angebracht.
Er bewegte sich auf allen vieren fort (Quadrupedie) und hatte einen stämmigen Körperbau mit kurzen, kräftigen Gliedmaßen. Es ist anzunehmen, dass Polacanthus, wie alle besser bekannten Ankylosaurier, ein Pflanzenfresser war.

## Entdeckung und Benennung
Nach Hylaeosaurus war Polacanthus der zweite Ankylosaurier, der im 19. Jahrhundert in England entdeckt wurde. Fossile Funde sind aus Dorset, West Sussex und der Isle of Wight bekannt, Erstbeschreiber war der britische Naturwissenschaftler Thomas Henry Huxley. 
Der Gattungsname leitet sich von den griechischen Wörtern πολυ-/poly- (=„viel“) und ακανθα/acantha (=„Stachel“ oder „Dorn“) ab. Typusart ist P. foxii, im Jahr 1996 wurde mit P. rudgwickensis eine zweite Art beschrieben, die vermutlich etwas größer war und sich im Bau der Wirbel und der Knochenplatten von P. foxii unterschied.

## Systematik
Nach Meinung einiger Forscher handelt es sich bei Hylaeosaurus – von dem hauptsächlich die vordere Körperhälfte bekannt ist – um die gleiche Gattung wie Polacanthus, dementsprechend werden beide Arten manchmal in diese Gattung eingegliedert.
Die systematische Einordnung in die Ankylosauria ist umstritten. Polacanthus ist Namensgeber der Polacanthidae oder Polacanthinae, einer Gruppe von Ankylosauriern, die manchmal in die Ankylosauridae und manchmal in die Nodosauridae eingegliedert werden; manchmal werden sie auch als eigenständige Familie geführt. Aufgrund der spärlichen Funde ist eine genaue Klassifizierung schwierig, M. Vickaryous et al. (2004) listen Polacanthus deshalb als „Ankylosauria incertae sedis“.